# Dick Leutscher
Dick Leutscher, voluit Dirk Johan Leutscher, (Groningen, 26 februari 1931 - 10 juli 2013) was een Gronings musicoloog. Na jarenlang aan de Muziekschool en het conservatorium in Groningen te hebben gewerkt werd hij op 12 september 2006 ingeschreven in het Gulden Boek van de stad. Dat maakt hem tot ereburger van Groningen.
Dick Leutscher wordt een "culturele duizendpoot" en "kunstpaus" genoemd. Hij is lid van een aantal kunstzinnige genootschappen en actief in de PvdA.
In de voordracht voor het ereburgerschap was sprake van "een leven van lezen, leren en liefde voor een breed scala aan kunstuitingen, van actieve deelname aan het debat over de ontwikkeling van toneel, muziek, ballet, poëzie en schilderkunst. Waar inzicht, kennis, ratio om voorrang vechten met hartstocht, gevoel en emotie".
Concreet worden zijn (vergeefse) verzet tegen de sloop van het Groninger concertgebouw de Harmonie, een concertzaal met dezelfde vorm en akoestiek als de zaal van de Wiener Musik Verein genoemd.
Dick Leutscher was zeer betrokken bij het werk en het leven van de Groningse schilder en dichter Hendrik de Vries en de Kunstkring De Ploeg.
Hij werkte als uitvoerend musicus. Als begeleider op de piano en als solist. Als docent, eerst aan de Groningse muziekschool, later aan het conservatorium, en als dramaturg, waarbij zijn grote kennis van het toneel hem tot een waardevol adviseur van toneelproducenten maakte. Zo speelde hij een rol in de loopbaan van Gerard Reve door de uitvoering van een toneelstuk  mogelijk te maken.
Dick Leutscher was mede-organisator van exposities. Hij was bestuurslid van stichting De Ploeg, extern lid van de
Artistieke Commissie van het NFO, de Stichting Hendrik de Vries en Riek van der Zee en het Beringer-Hazewinkel Fonds dat Groningse kunst bezit en de cultuur in de stad bevordert.
Hij was ook medewerker van het tijdschrift De Groene Amsterdammer en lid van de werkgroep cultuur van de Partij van de Arbeid.

## Schenking boeken
In 2010 werd een collectie 19e-eeuwse literatuur van Dick Leutscher samen met de drie beroemde "Kritiken" van Immanuel Kant, geschonken door Leutschers echtgenote dr. J.T. Leutscher-Hazelhoff, tentoongesteld in de Universiteitsbibliotheek van Groningen.
Dick Leutscher schonk de Universiteitsibliotheek een serie eerste drukken van Diderot, Choderlos de Laclos (Les liaisons dangereuses, 1782), Walter Scott (vijftien eerste drukken, vanaf 1816), Victor Hugo en Flaubert. In de collectie bevindt zich ook werk van de Franse schrijfster George Sand, haar zoon Maurice Sand (zelf ook schrijver, tekenaar en marionettenspeler en leerling van de schilder Eugène Delacroix) en haar dochter Solange Sand. De daarbij horende secundaire literatuur ,vooral uit de 19e en 20e eeuw, is bij deze schenking inbegrepen: o.a. de zelden te vinden brochures uit 1837 vol scheldwoorden aan het adres van deze indertijd als "zedeloos" omschreven schrijfster, die met volledige inzet vocht voor de emancipatie van de vrouw.
De schenking van de drie hoofdwerken van Kant bij elkaar maakt het mogelijk deze in de oorspronkelijke uitgaven nader te onderzoeken. De eerste ‘Critik’ is hier beschikbaar gekomen in de tweede, definitieve uitgave van 1787, de beide andere uitgaven in eerste druk. De drie banden zijn afkomstig uit de bibliotheek van prof. dr. E. Hazelhoff (1900-1945), vader van de schenkster, hoogleraar in de zoölogie aan de Groningse universiteit.
Leutscher overleed na een kort ziekbed op 82-jarige leeftijd.